# Matra
Matra Automobile, пізніше Matra Manufacturing & Services — французька компанія в автомобільній промисловості. Належить Lagardère Group. Заснована для відновлення виробництва продукції автомобільної компанії «Automobiles René Bonnet». Фірмою була сконструйована серія дорожніх та спортивних автомобілів. Компанія брала участь у створенні гоночних автомобілів (Формула 1, Формула 2, Формула 3) і спортивних прототипів, як для гоночної команди Matra Sports, так і для інших стаєнь.

## Історія
Створена після придбання бренду Automobiles René Bonnet & Cie в 1965 Жаном-Люком Лагардером (Jean-Luc Lagardère). Перший автомобіль виробництва MATRA був насправді еволюцією René Bonnet Djet. Першою автівкою власного дизайну стала модель М530, далі Bagheera (в 1973 році), Murena і Rancho, ранні версії SUV, а успішність виробництва була піковою з Renault Espace.
У вересні 2003 Pininfarina Group SPA придбала інженерні роботи, тестування, попередні проєкти та прототипи Matra Automobile, таким чином, створюється інжинірингова компанія Matra Automobile Engineering. У 2009 році Segula Technologies придбала Matra Automobile Engineering.
На сьогоднішній день[коли?] компанія розробляє, виробляє і продає двохколісні та чотириколісні електричні транспортні засоби, для поїздок поблизу.
Велосипеди: Matra i-step (TREKKING), Matra FX+ (складаний), Matra i-flow (URBAN), Matra i-force (TRAIL).
Квадроцикли: GEM двомісні, GEM чотиримісні, GEM вантажно-пасажирські.

## Дорожні автомобілі Matra
- Matra Djet
- Matra Djet V
- Matra Djet V S
- Matra Djet VI
- Matra М530
- Matra Bagheera
- Matra Rancho
- Matra Murena
- Renault Espace
- Renault Avantime

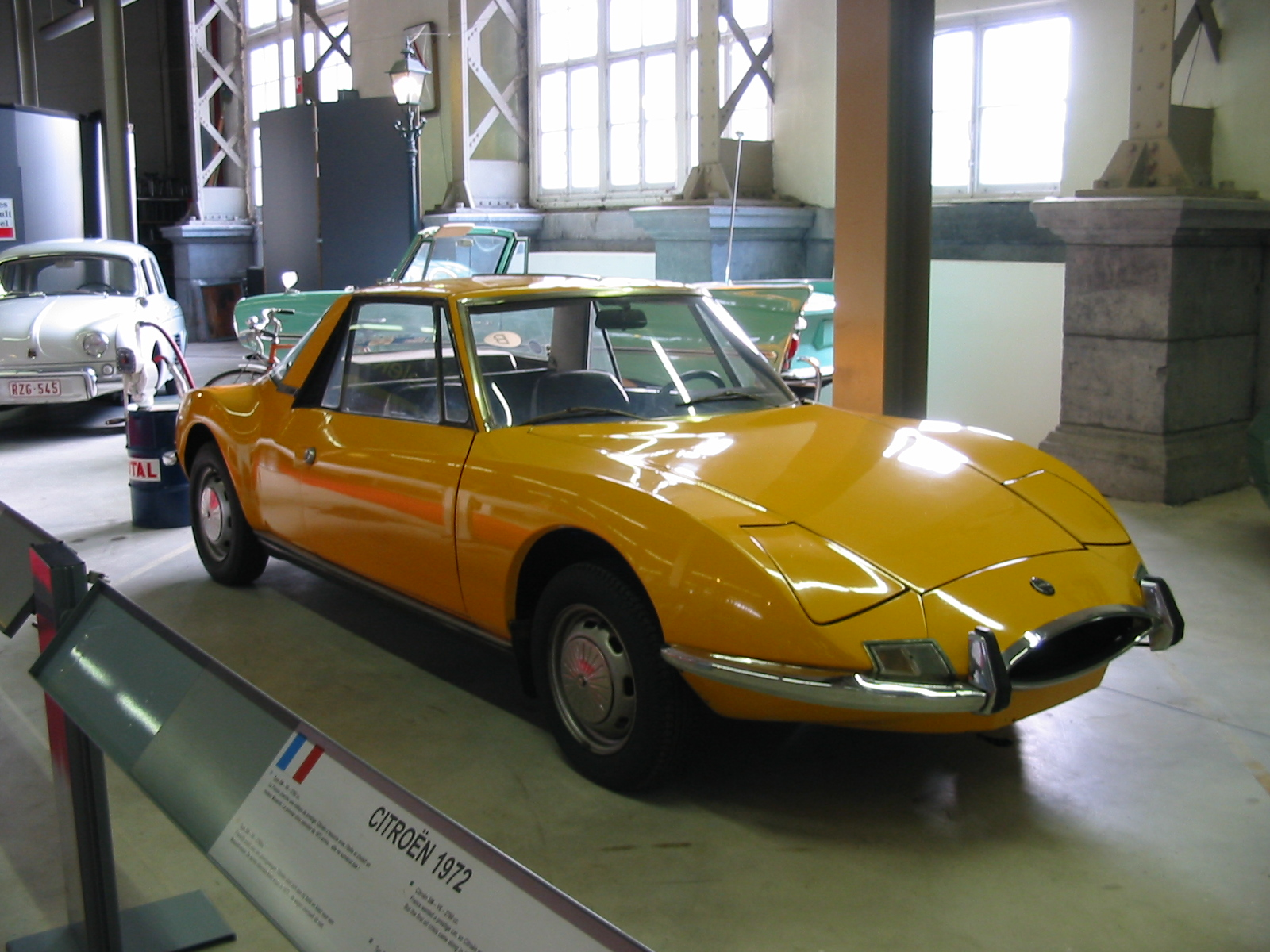
Matra 530 (1971)
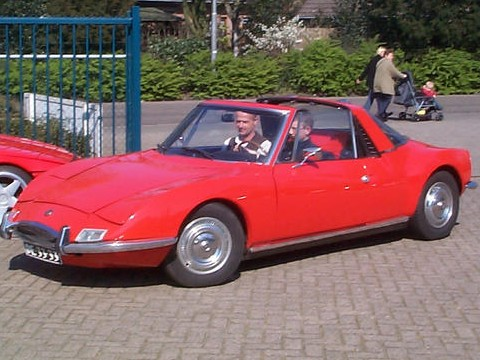
Matra M530 LX
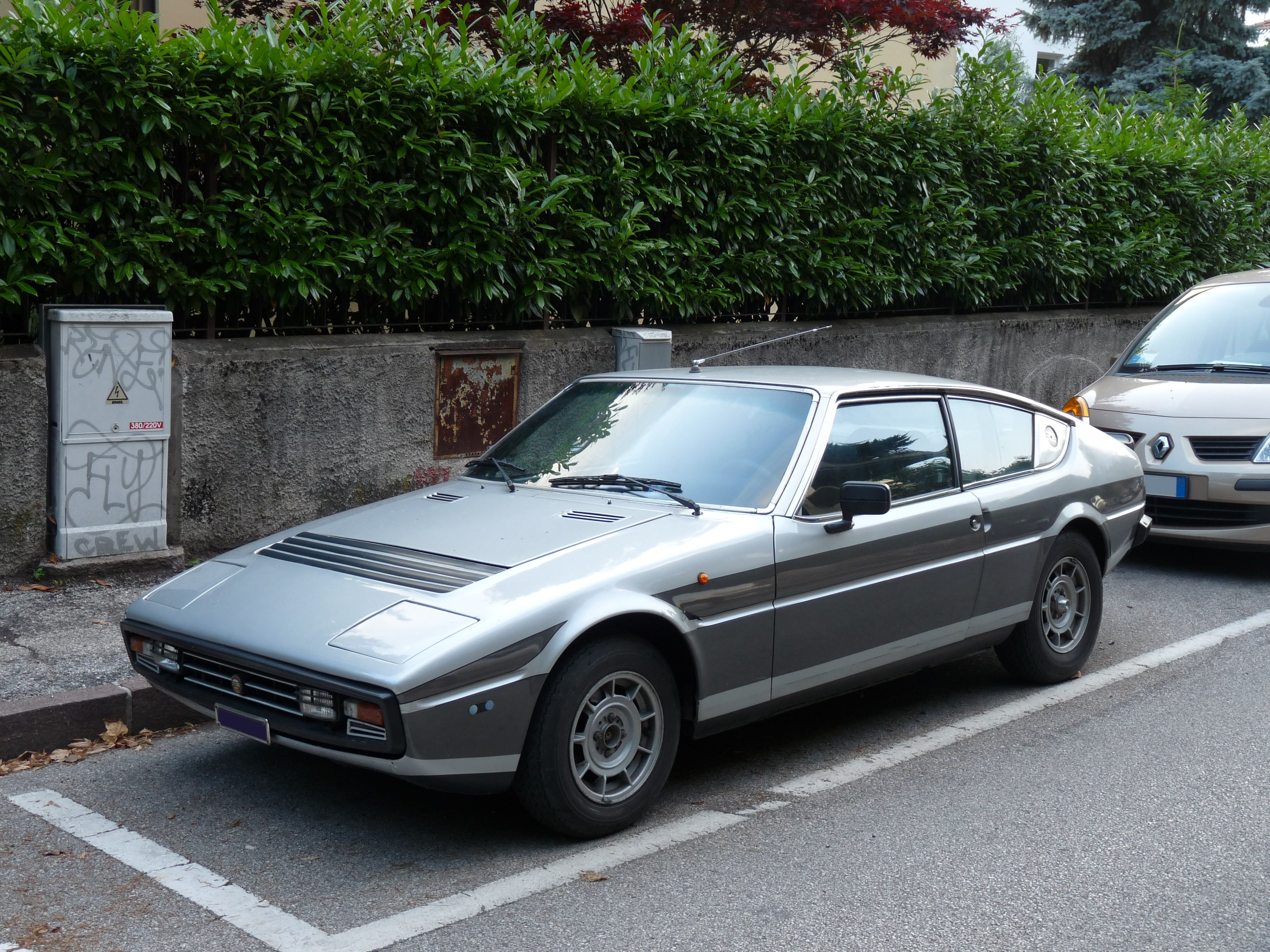
Matra Simca Bagheera
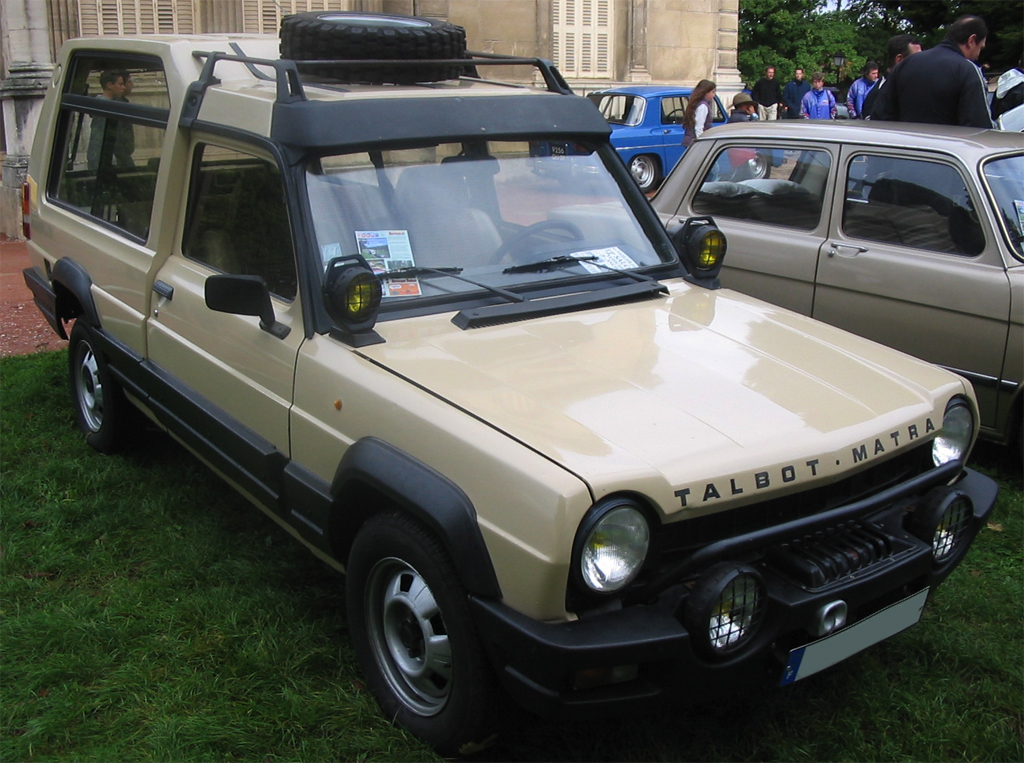
Matra Rancho

## Спортивні автомобілі
- Pour les Formule 2 :
  - Matra MS5
  - Matra MS7
- Pour les Formule 1
  - Matra MS9
  - Matra MS10
  - Matra MS11

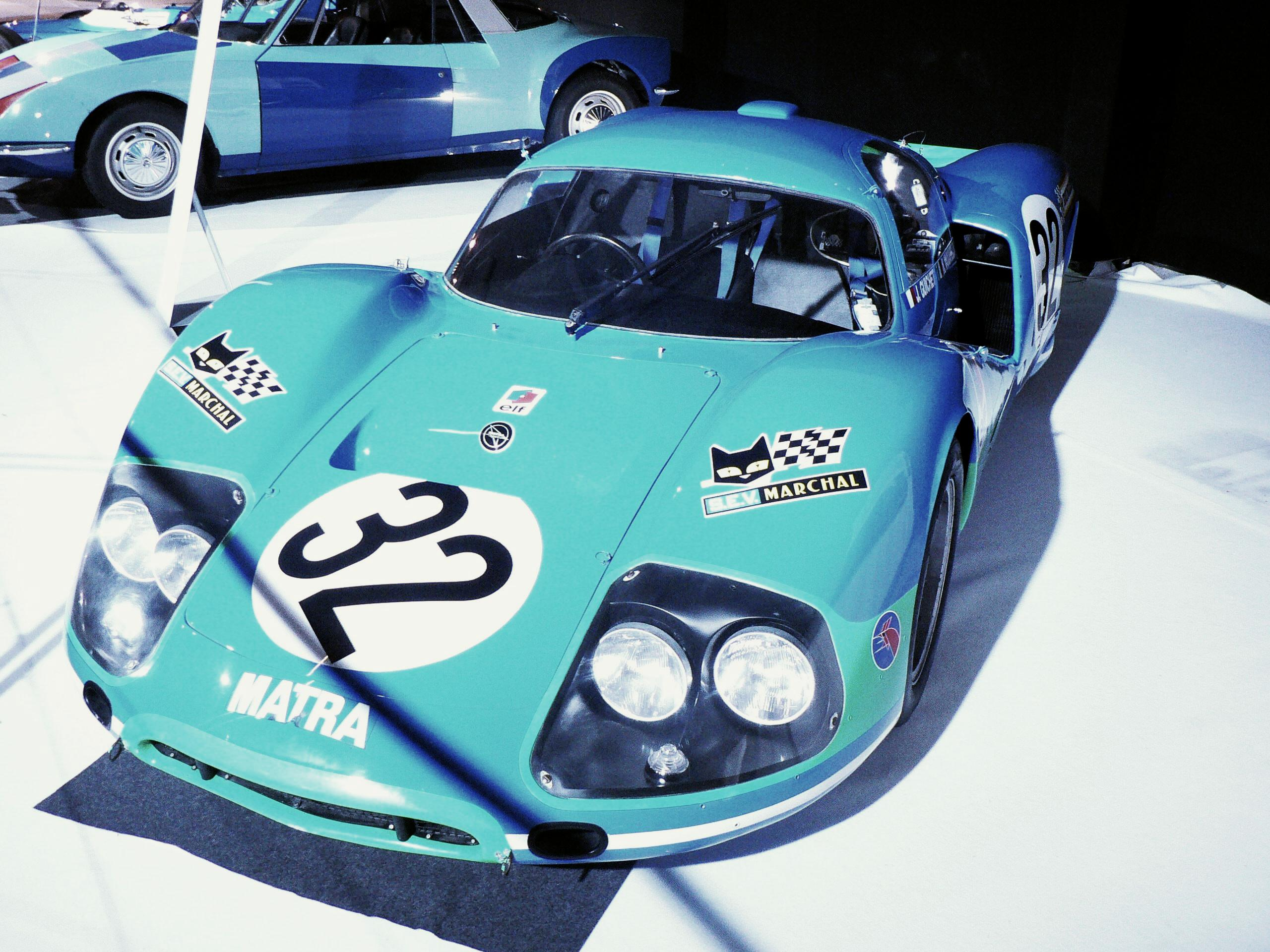
Matra MS630 Sport

  - Matra MS80 et Matra MS84 (championnes du monde des constructeurs 1969) (Джекі Стюарт & Jean-Pierre Beltoise)
  - Matra MS120
    - Matra MS120B
    - Matra MS120C
    - Matra MS120D
- Pour les Sport Prototypes
  - Matra MS630
  - Matra MS650 (vainqueur du Tour de France automobile) 1970 (Jean-Pierre Beltoise & Patrick Depailler) et 1971 (Gérard Larrousse)
  - Matra Simca MS670
    - Matra MS670B
    - Matra MS670C
- Pour le Rallycross
  - Matra Murena (1982 et 1983 avec Max Mamers)

## Музей автомбілів MATRA
«Showroom» автівок MATRA знаходиться в самому центрі міста Роморантен уздовж берегів річки Sauldre. Розташований в промислових будівлях, побудованих на початку століття, у ньому колекція з п'ятдесяти автомобілів з часів MATRA Sport, до епохи виробництва дорожніх автомобілів. Відвідувачі можуть насолодитися захоплюючою історією MATRA, яка відображається на 5000m² виставкового залу.
Espace automobiles Matra відкрито щодня, крім вівторка. З понеділка по п'ятницю від 9:00 до 18 години, (перерва 12:00—14:00). В суботу, неділю та святкові дні відкривається о 10 годині. Музей закритий: 1 січня, 1 травня та 25 грудня.

Адреса: 17 rue des Capucins, Romorantin-Lanthenay, 41200, Франція.
Фото експонатів у Wikimedia Commons: Світлини з музею.